# Doblemente embarazada (película de 2021)
Doblemente embarazada es una película de comedia peruana de 2021 escrita y dirigida por Eduardo Mendoza de Echave. Es un remake de la película mexicana de 2019 Doblemente embarazada. Está protagonizada por Carolina Cano, Andrés Wiese, Nicolás Galindo y Daniela Camaiora.

## Sinopsis
Cristina, una joven a punto de casarse con Javier. En su despedida de soltera, tiene un inesperado reencuentro con Felipe, su antiguo amor de toda la vida.

## Reparto
Los actores que participaron en esta película son:
- Carolina Cano como Cristina
- Nicolás Galindo como Felipe
- Andrés Wiese como Javier
- Pablo Agüero como Enfermero
- Daniela Camaiora como Catalina

## Producción
La película comienza a rodarse a finales de 2019, en total fueron 4 semanas de rodaje.

## Lanzamiento
La película tenía planeado estrenarse el 9 de abril de 2020 en los cines peruanos, pero el estreno fue cancelado debido al cierre de los cines por la pandemia del Covid-19. La película se estrenó el 30 de septiembre de 2021 en los cines peruanos.